# Schlosskirche (Poppenreuth)

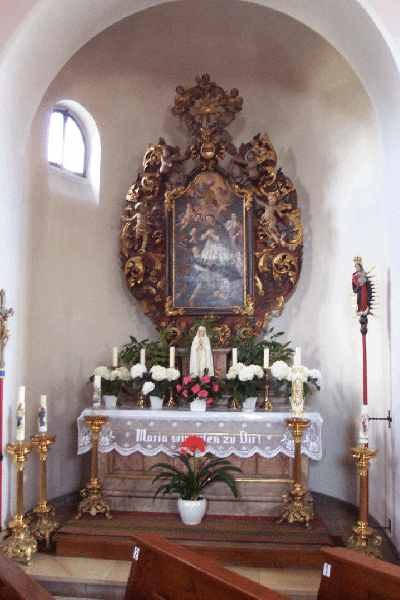
St.-Nepomuk-Altar in der Kirche zu Poppenreuth

Die Schlosskirche (ehemals Kirche Mariä Heimsuchung) in Poppenreuth ist profaniert und dient als Pfarrheim. Die mit einem eingezogenen, in fünf Achteln geschlossenen Chorraum versehene Kirche trug früher über der Giebelwand einen hölzernen Dachreiter mit zwei Glocken. Das barocke Türgewände ist mit dem Jahr 1717 bezeichnet; eine darüber angebrachte Granittafel zeigt unter einem Notthafft-Vollwappen eine im unteren Bereich nur noch schwer zu entziffernde Inschrift, die den Baron Johann Paul Notthafft als Bauherrn der Kirch ausweist. Die Schlosskirche war mit zwei Altären ausgestattet. Nachdem 1934 die neue Kirche inmitten des Dorfes fertiggestellt worden war, wurden diese Altäre in das neue Gotteshaus übernommen. Das Altarblatt des Hochaltars stellt Mariä Heimsuchung dar. Über dem Gemälde, am Gebälk des Altaraufbaues, zeigt sich das Wappen der Familie Notthafft. Prunkvoller als der Hochaltar präsentiert sich der Seitenaltar als ein, wenn auch verhältnismäßig schlichter Vertreter der in Böhmen und in der Oberpfalz noch häufig anzutreffenden Akanthusaltäre. Das von filigranen Akanthusranken umgebene Altarbild zeigt den böhmischen Nationalheiligen Johannes von Nepomuk, dem sich auch die Familie Notthafft oft eng verbunden zeigte. Zwischen dem Altarbild und dem strahlenden Auge Gottes als Symbol für den Heiligen Geist zeigt sich ein ovales, helmbekröntes Notthafft-Wappen in einer aus den Helmdecken gebildeten Kartusche. Auf dem Sockel des Altarretabels über der Predella weist eine Kartusche mit den ovalen Allianzwappen Notthafft/Sparneck auf die Stifter dieses Altars, Johann Abraham Notthafft von Weißenstein, den Bruder Johann Pauls, und dessen Gemahlin Anna Barbara von Sparneck hin. Beide Altäre werden dem in Auerbach gebürtigen Bildhauer Johann Michael Doser zugeschrieben.
Koordinaten: 49° 56′ 52,4″ N, 12° 5′ 21,5″ O